# Caçuá
 (mai 2023).
Si vous disposez d'ouvrages ou d'articles de référence ou si vous connaissez des sites web de qualité traitant du thème abordé ici, merci de compléter l'article en donnant les références utiles à sa vérifiabilité et en les liant à la section « Notes et références ».
La caçuá (panier, en portugais) est une technique de capoeira qui consiste à attraper le coup de pied (généralement une bênção) de l'adversaire dans le creux de la/les main(s) et à le faire tomber en le levant.
Cette technique est proche de la Cruz, mais cette dernière se fait avec l'épaule et non la main.